# 과달라하라도
과달라하라 주(스페인어: Provincia de Guadalajara)는 스페인 중부 및 북중부의 주로서, 카스티야라만차 지방의 북부 지역이다. 인접 주로는 쿠엥카 주, 마드리드 지방, 세고비아 주, 소리아 주, 사라고사 주, 테루엘 주가 있다.
인구는 213.505명(2006년 기준)이며, 면적은 12,190km2이다. 주도는 과달라하라로, 이 주 인구의 약 35%를 차지한다. 과달라하라 주에는 288개 하위 행정구역이 있으며, 이 가운데 3/4 이상은 인구 200명 이하의 마을이다.